# It's Her Day
It's Her Day es una película de comedia dramática nigeriana de 2016. Fue producida por Bovi Ugboma, dirigida por Aniedi Anwah y se estrenó el 9 de septiembre de 2016 en Lagos, Nigeria.

## Sinopsis
Una pareja está a punto de casarse y deberán enfrentarse a la lucha de clases para conseguir una boda de alto nivel para la novia y su familia. Víctor, es un recién comprometido que lidia con darle a su prometida materialista, Nicole (Ini Dima-Okojie) una boda de cuento de hadas. Víctor siente que la boda debería ser simple, pero Nicole, quiere una boda con los mejores artistas presentes.
La novia junto con su madre (Shaffy Bello) y sus hermanas planean una boda con un presupuesto enorme fuera del salario de Víctor. Desde contratar a Kelechi Amadi Obi para las fotos y ponerse en contacto con artistas como Davido, Wizkid y Timi Dakolo para la boda o pagar 2 millones de nairas por un salón de bodas, entre otras demandas de la familia.

## Elenco
| Actor             | Personaje            |
| ----------------- | -------------------- |
| Bovi Ugboma       | Víctor Elomena Smith |
| Amanda Mike-Ebeye | Nancy Hernández      |
| Shaffy Bello      | Sra. Hernández       |
| Adunni Ade        | carolino             |
| Ini Dima-Okojie   | Nicole Hernández     |
| Najite Dede       | Tía foweh            |
| Gregory Ojefua    | Omonigho             |
| Thelma Ezeamaka   | Augusta Hernández    |
| Femi Durojaiye    | Dedé                 |
| Ese Lami George   | Víctoria             |
| Toni Tones        | Stacy                |
| Omoni Oboli       | Ángela               |

## Producción
Fue producida por Bovi Ugboma, dirigida por Aniedi Anwah y distribuida por Silverbird Distribution.

## Lanzamiento
Se estrenó en Lagos, Nigeria, el 9 de septiembre de 2016.